# Radio IFM
Pour les articles homonymes, voir IFM.
 (septembre 2012).
Si vous disposez d'ouvrages ou d'articles de référence ou si vous connaissez des sites web de qualité traitant du thème abordé ici, merci de compléter l'article en donnant les références utiles à sa vérifiabilité et en les liant à la section « Notes et références ».
Radio IFM est une station de radio privée tunisienne émettant sur la bande FM depuis le 4 novembre 2011. Fondée par Hamed Soyah, il s'agit de la première radio du pays portant sur la thématique « rire et musique » ; sa programmation alterne ainsi sketchs et chansons.
Le sigle IFM signifie Ibtissama FM, les créateurs de la radio préférant l'usage d'un sigle sur le modèle des stations internationales.

## Historique
Radiophile, Hamed Soyah caresse longtemps le rêve de créer sa propre radio et ce malgré le cloisonnement du secteur médiatique par le pouvoir. En attendant, il collabore en 1989 avec RTCI en tant que correspondant à Paris, pendant trois ans, et assiste quelques animateurs vedettes. En 1996, il collabore à la création d'une radio à Phnom Penh (Cambodge) et y anime la première émission quotidienne francophone du pays en collaboration avec Radio France internationale.
De retour en Tunisie en 2000, il dépose son projet de radio, Medina, qui se veut exclusivement destinée aux touristes et complètement informatisée ; sa demande n'aboutit cependant pas.
En 2004, il lance donc sa webradio et délaisse par la suite son univers de radiophile pour se consacrer un moment à l'univers de l'informatique et du logiciel en montant la société SWIB, entreprise qui emploie quelque vingt ingénieurs et développeurs.
C'est alors que survient la révolution de 2011 qui bouleverse le paysage médiatique et du secteur de l'information. Une semaine après le départ du président Zine el-Abidine Ben Ali, soutenu et appuyé par Sofiane Boussetta, son ami de longue date et associé au sein de SWIB, Soyah rédige sa demande de fréquence FM que les deux promoteurs déposent le 2 février 2011. Une fois la fréquence accordée en juin, ils entament le bouclage de leur schéma de financement, tâche difficile car les deux hommes savent que l'indépendance éditoriale passe avant tout par l'indépendance financière. Quelques mois plus tard, ce schéma est bouclé et l'objectif d'indépendance préservé. Le 4 novembre, IFM est diffusée en automation, sans animation et sans grille de programmation. Les premiers chiffres étant prometteurs, les fondateurs annoncent donc que la radio a sa place dans le paysage médiatique.
Le 3 janvier 2023, l'Office national de la télédiffusion annonce la suspension de la diffusion des programmes de la station en raison du non-respect d'un accord concernant notamment l'échelonnement de sa dette.

## Investissement et actionnariat
IFM est une société anonyme de droit tunisien au capital de 500 000 dinars, immatriculée au registre de commerce sous le numéro B2426842012 et sous le matricule fiscal 1233928/S. Son siège social est situé au quatrième étage de l'immeuble Louati dans le lotissement des Jardins du Lac à Tunis.
Le projet correspond à un investissement total de 1 350 000 dinars dont 37 % en fonds propres et 63 % en crédits bancaires. Le capital est détenu par Hamed Soyah et Sofiane Boussetta, promoteurs du projet, et leur partenaire financier, groupe de la Compagnie d'assurances et de réassurances tuniso-européenne (La Carte).

## Locaux et équipements
Les locaux en location situés à Tunis s'étendent sur une superficie totale de 500 m2 et comportent :
- deux studios aménagés pour la diffusion en direct ;
- trois studios réservés à la production et à la post-production ;
- trois aires d'écriture ;
- un open space que se partagent équipes artistique et technique ;
- une aile administrative ;
- un directoire ;
- une salle de réunion ;
- un pavillon lounge où invités et collaborateurs de la radio peuvent profiter d'un cadre convivial et confortable.

IFM a également misé sur une infrastructure moderne, aussi bien sur le plan matériel que sur le plan logiciel. Parmi ses fournisseurs et ses partenaires figurent des marques et éditeurs reconnues dont : 
- Decibel SA, spécialiste suisse des solutions et produits audio, avec la collaboration du revendeur de la marque en Tunisie, SOGER ;
- Axia, division audio de Telos Systems, leader mondial en matière de réseaux numériques à intégration de services et d'interfaces audio pour diffusion ;
- Winmedia Group, éditeur de solutions logicielles pour diffusion et archivage.

## Personnel

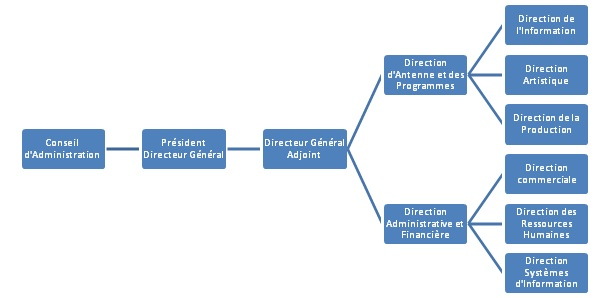
Organigramme de la radio IFM.

IFM emploie une centaine de personnes à plein temps : ingénieurs, techniciens, cadres administratifs, artistes, animateurs, journalistes et rédacteurs.

## Couverture et fréquences
Originellement limitée à la région de Tunis, la couverture de IFM s'étend sur l'ensemble de la Tunisie à partir d'octobre 2017.

## Contenu
Le contenu proposé par IFM s'articule autour de trois axes : musique, humour et information.

### Musique
IFM se démarque par son format musical : avec sa programmation mêlant musiques orientale et occidentale (50-50 %), IFM revisite quotidiennement, chaque heure, les annales de la musique des années 1980 à nos jours. Néanmoins, IFM se veut également un espace permettant de révéler des talents et de soutenir les découvertes récentes. Ainsi, la musique underground, tunisienne en particulier, a une place de prédilection au sein de la grille.
Une tranche quotidienne est également consacrée à la diva égyptienne Oum Kalthoum dont les plus grands classiques sont revisités par l'équipe de programmation musicale de la radio pour obtenir un format compatible avec la diffusion radiophonique. Les musiques du monde (africaine, latine, tzigane, etc.) bénéficient également d'une place de choix et des tranches spéciales y sont consacrées.

### Humour
IFM est la première radio orientée sur l'humour en Tunisie. Chaque heure, une sélection de sketchs et d'extraits de spectacles humoristiques tunisiens, arabes et français sont diffusés. En outre, IFM consacre à l'humour d'importants moyens de production en voulant être un laboratoire du rire : des capsules spéciales « Rire » sont élaborées en interne par une équipe d'artistes, comédiens, humoristes et rédacteurs exclusivement affectés à cette tâche. 

### Informations
En février 2016, la radio conclut un contrat de partenariat avec Google pour utiliser l'application Waze pour fournir des informations en temps réel, une première en Afrique.

## Spectacles et promotion artistique
Les thèmes de la diversité et de la culture en général sont pour IFM des notions fondatrices. Par le biais d'une programmation à triple vocation (divertir, cultiver et informer), la radio se veut être un lieu d'échange privilégié pour les protagonistes du monde culturel. Pour ce faire, IFM met en place un certain nombre de partenariats, s'engageant à promouvoir des spectacles (concerts, théâtre, etc.) à titre gracieux et œuvrant à développer des partenariats avec les maisons de production pour éditer et distribuer les nouveaux artistes.